# Rudolf Chmel
Rudolf Chmel, né le 11 février 1939 à Plzeň, est un homme politique slovaque, membre du parti Most–Híd, dont il est vice-président, et ayant appartenu à l'Alliance du nouveau citoyen (ANO).

## Biographie
Il étudie la philosophie à l'université Comenius de Bratislava, devenant ensuite journaliste et écrivain, puis ambassadeur de Tchécoslovaquie en Hongrie entre 1990 et 1992.
Il se présente aux élections législatives slovaques de 2002, et est élu député de l'ANO au Conseil national. Le 16 octobre suivant, il devient ministre de la Culture dans la nouvelle coalition de Mikuláš Dzurinda, mais est contraint à la démission le 24 mai 2005. Il est renommé au ministère de la Culture le 5 avril 2006, mais y renonce dès le 4 juillet, après la défaite de l'alliance au pouvoir lors des élections législatives anticipées, au cours desquelles il n'est pas réélu.
En 2009, il rejoint le nouveau parti Most–Híd, dont il devient vice-président. À la suite des législatives de 2010, le parti intègre le gouvernement d'Iveta Radičová, et Rudolf Chmel est nommé, le 8 juillet, vice-président du gouvernement, chargé des Droits de l'homme et des Minorités.
Il quitte le gouvernement le 4 avril 2012.